# Crazy Handful of Nothin'
«Crazy Handful of Nothin'» es el sexto episodio de la primera temporada de la serie de televisión estadounidense de drama Breaking Bad. Escrito por George Mastras y dirigido por Bronwen Hughes, se emitió en AMC en los Estados Unidos y Canadá el 2 de marzo de 2008.

## Trama
Walt y Jesse llegan a un acuerdo: Walt será el cocinero y el socio silencioso en su operación de metanfetamina, mientras que Jesse venderá su producto en la calle. Walt también exige no derramamiento de sangre. Mientras tanto, mientras la quimioterapia de Walt continúa, le dice a Skyler que llegó el cheque de Elliott y lo depositó, cuando en realidad está luchando para pagar el tratamiento y planea usar sus ganancias de metanfetamina para cubrirlo. En una sesión de asesoramiento familiar, Skyler le dice a Walt que está preocupada por sus horas perdidas, pero él le explica que a veces solo le gusta estar solo y caminar.
Mientras cocina metanfetamina, Jesse observa una quemadura de radioterapia en el pecho de Walt y se da cuenta de que está tratando de cuidar a su familia antes de morir de cáncer de pulmón. Jesse termina su lote actual y pasa toda la noche vendiéndolo, lo que le da a Walt su parte de 1,300 dólares, mucho menos de lo que esperaba. Jesse explica que necesitan un distribuidor si quieren ganar más dinero; después de la muerte de Krazy-8, Tuco Salamanca se ha apoderado de su territorio. Jesse se reúne con Tuco después de conseguir que su amigo Skinny Pete, que cumplió condena en prisión junto a Tuco, lo conecte. Aunque Tuco está dispuesto a pagar 35,000 dólares por una libra de metanfetamina, insiste en pagar solo después de que sus distribuidores hayan completado las ventas. Cuando Jesse se niega, Tuco lo golpea severamente, lo que lo lleva al hospital.
Mientras tanto, Hank rastrea la máscara antigás encontrada en el desierto hasta la escuela secundaria de Walt. Hank y Walt hacen un inventario del laboratorio de química para encontrar otros equipos que faltan, lo que lleva a Hank a sospechar que un estudiante consiguió la llave del laboratorio. Más tarde, Hank arresta a un conserje de la escuela llamado Hugo, quien habría tenido las llaves y un historial anterior de posesión de drogas. Walt se siente culpable al dejar que Hugo caiga y trata de contactar a Jesse, solo para enterarse de su hospitalización. Visita a Jesse y descubre lo que pasó con Tuco.
Ahora que comienza a perder el cabello por la quimioterapia, Walt decide afeitarse la cabeza. Luego, organiza una reunión con Tuco bajo el nombre de «Heisenberg», exigiendo 50,000 dólares a Tuco: 35,000 dólares por la metanfetamina que Tuco le quitó a Jesse y 15,000 más por el dolor y sufrimiento por el tratamiento de Jesse. Al ver a Walt con otra bolsa de material, Tuco llama a su farol y amenaza a Walt. Walt arroja una pieza del material contra el piso y explota. Todo el piso es sacudido por la fuerza, soplando las ventanas y derribando a todos en la habitación. Walt revela que la bolsa contiene mercurio fulminado. Walt amenaza con aplastar toda la bolsa al suelo. Tuco se rinde y acepta el pago, así como también acepta una compra para la próxima semana, ofreciendo a Walter 35,000 dólares por la próxima libra de metanfetamina. Walt exige en cambio que Tuco compre dos libras de metanfetamina a la semana por 70,000 dólares. Tuco, incrédulo, está de acuerdo. Walt sale del edificio. Una vez de vuelta en su automóvil, Walt exhibe una intensa emoción por lo que acaba de hacer.

## Producción
El episodio fue escrito por George Mastras y dirigido por Bronwen Hughes; se emitió por AMC en los Estados Unidos y Canadá el 2 de marzo de 2008.

## Recepción de la crítica
Seth Amitin de IGN le dio al episodio una calificación de 9.8 sobre 10 comentando: «Hay un cierto truismo sobre la televisión y esto es todo: comienza un episodio con una explosión y nos gusta. Comienza con una explosión y alguien alejándose con una bolsa llena de dinero en efectivo y sin explicación, los amamos. Crea cinco episodios que lleven a una conclusión tan drástica como esta, y adoraremos el terreno sobre el que camina. Esto, amigos, fue un episodio fantástico».

## Significado del título
El título del episodio es parte de una línea de la película de 1967 La leyenda del indomable. Un «puñado de nada» significa que uno carece de cartas valiosas en la mano de póker y tiene dos opciones: darse por vencido o farolear. Esto también se alude en una escena en la que Walter gana un juego familiar de póker al farolear.
Línea: Oh Luke, eres una cosa salvaje y hermosa. Eres un loco puñado de nada.